# Anıl İlter
Anıl İlter (Smirne, 3 aprile 1981) è un attore e conduttore televisivo turco, noto per aver interpretato il ruolo di Engin Sezgin nella serie Love Is in the Air (Sen Çal Kapımı).

## Biografia
Anıl İlter è nato il 3 aprile 1981 a Smirne (Turchia), da Nermin İlter (madre) e da Bülent İlter (padre).

## Carriera
Anıl İlter si è laureato alla Kocaeli University Sports Academy e ha giocato a calcio professionistico. Negli anni successivi si è dedicato alla presentazione e alla recitazione. Ha ricevuto una formazione di recitazione dal centro di recitazione di Kuşdili. Nel 2008 ha ricevuto la prima offerta di recitazione professionale per la serie Ece. Nello stesso anno ha recitato nella serie Gece Gündüz. Dal 2008 al 2010 è entrato a far parte del cast della serie Ölümsüz Kahramanlar, nel ruolo di Asker. Nel 2009 ha recitato nel cortometraggio 4 Çehar diretto da Ömer Faruk Yardimci. Nel 2010 ha recitato nella serie Kavak Yelleri. Nello stesso anno ha interpretato il ruolo di Emre nel film Bir Avuç Deniz diretto da Leyla Yilmaz.
Dal 2010 al 2012 è stato incluso nel cast della serie televisiva Öyle Bir Geçer Zaman ki con il personaggio di Sedat. Nel 2013 ha ricoperto il ruolo di Murat nella serie Kahireli Palas. Nel 2014 ha recitato nelle serie Kızıl Elma e in Üç Arkadaş (nel ruolo di Mahir Türkmen). L'anno successivo, nel 2015, ha interpretato il ruolo di Ali nella serie Kara Ekmek. Nello stesso anno ha ricoperto il ruolo di Muhsin nel film Köstebekgiller: Perili Orman diretto da Mustafa Kotan.
Nel 2016 ha recitato nelle serie Şahane Damat e in İlişki Durumu: Evli. Nello stesso anno ha recitato nel film Heyati Tehlike diretto da Serdar Isik. Nel 2017 ha ricoperto il ruolo di Onur nella serie Türk Malı. Nello stesso anno ha interpretato il ruolo di Tolga nel film Nane ile Limon: Kayip Zaman Yolcusu diretto da Günay Köker. Nel 2018 è entrato a far parte del cast della serie Çukurdere, nel ruolo di Yagiz Sancaktar. L'anno successivo, nel 2019, ha interpretato il ruolo di Mert nella serie İstanbullu Gelin.
Oltre a programmi televisivi come Alabora, Ekmek Arası, FotoModo, Overtime e Answer You, ha ospitato programmi speciali di molti marchi famosi. Attualmente è un produttore presso la sua società di produzione, Absürt Yapım.
Nel 2020 e nel 2021 ha interpretato il ruolo di Engin Sezgin nella serie televisiva Love Is in the Air (Sen Çal Kapımı), trasmessa su Fox e dove ha recitato insieme ad attori come Hande Erçel, Kerem Bürsin, Neslihan Yeldan, Başak Gümülcinelioğlu, Melisa Döngel e Sarp Bozkurt. Nel 2021 e nel 2022 ha interpretato il ruolo Tahir nella serie Mahkum. Nel 2022 ha recitato nel film Ah Be Birader diretto da Ahmet Kapucu.

## Vita privata
Anıl İlter dal 2009 al 2019 è stato sposato con İpek İlter, dalla quale ha avuto una figlia che si chiama Nil. Lui stesso è un convinto tifoso del Beşiktaş.

## Filmografia

### Cinema
- Bir Avuç Deniz, regia di Leyla Yilmaz (2010)
- Köstebekgiller: Perili Orman, regia di Mustafa Kotan (2015)
- Heyati Tehlike, regia di Serdar Isik (2016)
- Nane ile Limon: Kayip Zaman Yolcusu, regia di Günay Köker (2017)
- Ah Be Birader, regia di Ahmet Kapucu (2022)

### Televisione
- Ece – serie TV (2008)
- Gece Gündüz – serie TV (2008)
- Ölümsüz Kahramanlar – serie TV (2008-2010)
- Kavak Yelleri – serie TV (2010)
- Öyle Bir Geçer Zaman ki – serie TV (2010-2012)
- Kahireli Palas – serie TV (2013)
- Kızıl Elma – serie TV (2014)
- Üç Arkadaş – serie TV (2014)
- Kara Ekmek – serie TV, 36 episodi (2015)
- Şahane Damat – serie TV, 8 episodi (2016)
- İlişki Durumu: Evli – serie TV, 4 episodi (2016)
- Türk Malı – serie TV (2017)
- Çukurdere – serie TV (2018)
- İstanbullu Gelin – serie TV, 11 episodi (2019)
- Love Is in the Air (Sen Çal Kapımı) – serie TV, 52 episodi (2020-2021)
- Mahkum – serie TV (2021-2022)
- The Family (Aile) – serie TV (2023-2024)

### Cortometraggi
- 4 Çehar, regia di Ömer Faruk Yardimci (2009)

## Doppiatori italiani
Nelle versioni in italiano dei suoi film e delle sue serie TV, Anıl İlter è stato doppiato da:
- Stefano Crescentini[21] in Love Is in the Air[22]